# إدي نج
إدي نج (بالصينية: 吳克儉) هو قاضي صلح ‏ صيني، ولد في 1952 في غوانزو في الصين.